# 10 gennaio
Il 10 gennaio è il 10º giorno del calendario gregoriano. Mancano 355 giorni alla fine dell'anno (356 negli anni bisestili).

## Eventi
- 49 a.C. – Giulio Cesare attraversa il Rubicone, fiume oggi in provincia di Forlì che allora segnava il confine oltre il quale un generale romano non poteva portare le armi, atto che segnala l'inizio della guerra civile con Pompeo e il Senato
- 976 – Basilio II il Bulgaroctono diventa unico imperatore bizantino, dopo la morte di Giovanni Zimisce
- 1072 – Roberto il Guiscardo conquista Palermo
- 1776 – Thomas Paine pubblica il Senso comune
- 1806 – Gli olandesi di Città del Capo si arrendono ai britannici
- 1810 – Viene annullato il matrimonio di Napoleone Bonaparte con Giuseppina di Beauharnais
- 1859 – Discorso del "grido di dolore" da parte di Vittorio Emanuele II
- 1861
  - La Florida secede dagli Stati Uniti d'America
  - Il ministro Camillo Benso di Cavour istituisce il Ministero della Marina separandolo da quello della Guerra

- 1863 – La prima sezione della Metropolitana di Londra viene aperta (da Paddington a Farringdon Street)
- 1920 – La Società delle Nazioni si riunisce per la prima volta a Londra e ratifica il Trattato di Versailles che pone fine alla prima guerra mondiale
- 1922 – Arthur Griffith viene eletto presidente dello Stato Libero d'Irlanda
- 1923 – La Lituania occupa e annette Memel
- 1927 – Prima del film Metropolis di Fritz Lang
- 1929 – Viene pubblicato sulla rivista belga Le Petit Vintième il primo episodio del fumetto Tintin nel paese dei Soviet di Hergé, prima apparizione del personaggio di Tintin
- 1936 – Fondazione della Pallacanestro Olimpia Milano
- 1944 – Il Processo di Verona iniziato l'8 gennaio contro sei dei diciannove membri del Gran consiglio del fascismo che nella seduta del 25 luglio del 1943 avevano sfiduciato Benito Mussolini, si chiude con la condanna a morte di Galeazzo Ciano, Emilio De Bono, Luciano Gottardi, Giovanni Marinelli e Carlo Pareschi, mentre Tullio Cianetti viene condannato a 30 anni di carcere; l'esecuzione è fissata per il giorno successivo
- 1946 – Prima Assemblea generale delle Nazioni Unite a Londra
- 1947 - Risoluzione n.16 del Consiglio di sicurezza delle Nazioni Unite relativa al Territorio Libero di Trieste
- 1957 – Harold Macmillan diventa primo ministro del Regno Unito
- 1958 – Il Marocco e la Tunisia aderiscono alla Lega araba
- 1962 – Distacco di un pezzo del ghiacciaio Huascarán in Perù che provoca circa 4000 morti
- 1966 – India e Pakistan firmano accordi di pace
- 1984 – Gli USA e la Città del Vaticano ristabiliscono piene relazioni diplomatiche dopo che erano state interrotte nel 1867
- 1989 – Le truppe di Cuba iniziano a ritirarsi dall'Angola
- 1990 – Nasce la Time Warner, dalla fusione di Time Inc. e Warner Communications Inc.
- 1994 – Lorena Bobbitt viene processata per aver tagliato il pene del marito John
- 2004 – Viene fondata a Berlino la Sinistra Europea
- 2019 – In Venezuela, l'Assemblea nazionale dichiara Juan Guaidó presidente ad interim, scatenando così una crisi presidenziale

## Nati
Ci sono circa 1 280 voci su persone nate il 10 gennaio; vedi la pagina Nati il 10 gennaio per un elenco descrittivo o la categoria Nati il 10 gennaio per un indice alfabetico.

## Morti
Ci sono circa 580 voci su persone morte il 10 gennaio; vedi la pagina Morti il 10 gennaio per un elenco descrittivo o la categoria Morti il 10 gennaio per un indice alfabetico.

## Feste e ricorrenze

### Religiose
Cristianesimo:
- Sant'Agatone, papa
- Sant'Aldo, eremita
- Sant'Arconzio di Viviers, vescovo
- San Domiziano di Melitene, vescovo
- Santa Florida di Digione, religiosa
- San Giovanni di Gerusalemme, vescovo
- San Gregorio di Nissa, vescovo
- San Guglielmo di Bourges, vescovo
- Santa Léonie Aviat (Francesca Salesia), religiosa, fondatrice delle Suore oblate di San Francesco di Sales
- San Marciano di Costantinopoli, sacerdote
- San Milziade (o Melchiade), papa
- San Nicanore, diacono e martire (Chiesa ortodossa di Cipro)
- San Paolo di Tebe, eremita
- San Petronio di Die, vescovo
- San Pietro I Orseolo, doge di Venezia e monaco
- Sante Tecla e Giustina da Lentini, vergini
- San Teofane il Recluso, monaco (Chiesa ortodossa russa)
- San Valerio di Limoges, eremita
- San William Laud, arcivescovo di Canterbury (Chiesa anglicana)
- Beata Anna degli Angeli Monteagudo, religiosa domenicana
- Beato Benincasa, abate di Cava
- Beato Egidio Di Bello (Bernardino), eremita francescano
- Beato Gonsalvo di Amarante, monaco domenicano
- Beato Gregorio X, papa
- Beata Marchesina Luzi, vergine e martire
- Beata María Dolores Rodríguez Sopeña, vergine
- Beato Raimondo de Fosso, mercedario